# VT Toyota Wouters Averbode
Le VT Toyota Wouters Averbode (anciennement VT Group d'Arté Averbode) est un club de volley-ball belge, évoluant au plus haut niveau national que représente la Ligue A pour cette saison 2010-2011.

## Histoire
Le VT Toyota Wouters Averbode fut fondé en 1969 et évolua dans les séries provinciales jusqu'à la fin des années 1970 pour ne plus jamais y revenir par la suite.
Le club parvint finalement à atteindre la Ligue A, le top niveau belge, au début des années 1990. Le VT Toyota Wouters Averbode s'y trouve encore aujourd'hui et a, depuis, participé à plusieurs campagnes en Coupe d'Europe.

## Palmarès
À ce jour, ce club n'a encore remporté aucun trophée majeur.

## Effectif pour la saison2010-2011
Entraîneur : Dieter Melis  Belgique et entraîneur-adjoint : Petr Bella  Belgique
| Numéro | Nom              | Taille | Nationalité        |
| 1      | Stephen Shittu   | 1,98   | Belgique           |
| 2      | Roel Nuijts      | 1,89   | Belgique           |
| 3      | Joppe Paulides   | 2,06   | Pays-Bas           |
| 4      | Allan Van De Loo | 1,95   | Pays-Bas           |
| 6      | Ruben Van Hirtum | 1,94   | Belgique           |
| 7      | Wim Deville      | 2,07   | Belgique           |
| 8      | Wannes Cornelis  | 1,84   | Belgique           |
| 11     | Dieter Melis     | 1,95   | Belgique           |
| 12     | Ondrej Kust      | 1,93   | République tchèque |
| 13     | Wesley Torfs     | 1,87   | Belgique           |
| 18     | Dejan Simovski   | 1,94   | Macédoine          |